# Válečné právo
Válečné právo je druh mezinárodního veřejného práva, jehož předmětem je kontrola válečných konfliktů. Základní dělení, se kterým se v rámci válečného práva pracuje, je právo na válku (ius ad bellum) a právo ozbrojených konfliktů (ius in bello), které určuje vlastní pravidla kontrolující průběh válečného konfliktu. Tyto oblasti tvoří dva subsystémy mezinárodního práva a státy, které se účastní konfliktu, jsou povinny se jimi řídit. Porušení jednoho z těchto práv neznamená automaticky porušení druhého a současně jsou státy při porušení práva na válku povinny respektovat právo ozbrojených konfliktů. Tato odpovědnost se vztahuje nejen na mezinárodní (státní) úroveň porušování práva, ale také na individuální trestní odpovědnost. Porušení válečného práva se nazývá válečný zločin. 

## Právo ozbrojených konfliktů (ius in bello)
Právo ozbrojených konfliktů bývá dále děleno na tradiční válečné právo a humanitární právo. Pojem mezinárodní humanitární právo byl zaveden po druhé světové válce a jeho vymezení bývá chápáno některými teoretiky v širším slova smyslu a některými v užším slova smyslu. O tom, jestli je název humanitární právo synonymem označení práva ozbrojených konfliktů nebo je jeho svébytnou součástí se vedou diskuze. 
Ius in bello obecně ve vztahu k ius ad bellum je chápáno jako samostatný subsystém mezinárodního práva, jehož následování není závislé na uznání či neuznání oprávněnosti ius ad bellum. Ius in bello nemůže být vysvětlováno na základě argumentů dosažených v rámci ius ad bellum.        
Materiálním pramenem práva ozbrojených konfliktů je humanitární hledisko. Určující pravidlo pro oběti války, které mají nárok na stejnou ochranu bez ohledu na to, na které straně konfliktu jsou. Konkrétně pak mezinárodní humanitární právo omezuje uplatnění násilí ve válečných konfliktech, slouží k ochraně osob, které se přímo neúčastní těchto konfliktů. 
V oblasti mezinárodního práva se objevuje také širší pojetí, které vykládá humanitární právo jako celek tvořený mezinárodním humanitárním právem a právem lidských práv. V českém prostředí se takové pojetí objevuje u J. Malenovského.          
Rozšířeným přístupem je chápání humanitárního práva jako součásti mezinárodního práva ozbrojených konfliktů, a to jak v českém prostředí, tak v jiným zemích.                    
Definic mezinárodního humanitárního práva existuje několik a to s ohledem na užší či širší vymezení. V současné době je často citovaná definice Mezinárodního výboru Červeného kříže, který definuje mezinárodní humanitární právo jako ”soubor mezinárodních pravidel smluvního i obyčejového původu, jejichž specifickým úkolem je řešit humanitární problémy přímo vyplývající z ozbrojených konfliktů, ať už mezinárodních či vnitrostátních, omezovat z humanitárních důvodů právo stran v konfliktu používat prostředky a způsoby vedení války a chránit osoby a objekty, jež jsou nebo by mohly být konfliktem zasaženy.”
V oblasti tradičního válečného práva jsou předmětem zkoumání instituty zahájení, zastavení a ukončení nepřátelství, účinky válečného stavu na mezinárodní vztahy a diplomacii, institut neutrality a mírové smlouvy. V současné koncepci válečného práva se setkáváme s určujícími instituty humanitární intervence a odpovědnost za ochranu.                                              
Institut humanitární intervence má v současné koncepci zastavit vážné porušování lidských práv s odkazem na platnost norem mezinárodního práva. Zaštiťujícím orgánem pro humanitární intervence je Rada bezpečnosti OSN.
Odpovědnost za ochranu ustanovuje povinnost každého státu chránit své obyvatele před válečnými zločiny, genocidiem a zločiny namířenými proti lidskosti. Při selhání státu v této povinnosti, jsou touto povinností vázány státy mezinárodního společenství. Jejich posláním je využít všechny mírové prostředky ochrany, není-li možný tento způsob, je využito humanitární intervence. Zatímco odpovědnost za ochranu je svým principem preventivní, humanitární intervence svým charakterem odpovídá krajnímu řešení. Problematika výjimky zákazu využití silových prostředků, která je v institutu humanitární intervence obsažena, spadá do oblasti zájmu ius ad bellum. Mezinárodní humanitární právo je založeno na právu haagském a ženevském.

## Výjimky v zákazu použití síly v mezinárodním válečném právu
V rámci zákazu použití síly jsou uznány výjimky stanovené Chartou OSN:
- Donucovací opatření Rady bezpečnosti, o kterém pojednává čl. 42 a které vymezuje předpoklady a způsoby silových prostředků v případě, kdy předchozí mírová opatření Rady nejsou účinná a současně vedou k obnovení mezinárodního míru.
- Akce letecké, pozemní nebo námořní. V rámci těchto akci se pak rozlišují například blokády či demonstrace.
- Právo na individuální a kolektivní sebeobranu některé z členských zemí v případě ozbrojeného útoku a to do doby než Rada bezpečnosti vykoná kroky k zajištění mírového řešení. Uvedené v článku 51. Kontrolním orgánem pro posouzení oprávněnosti sebeobrany je Rada bezpečnosti.
- Válka za národní osvobození.
- V současnosti bývá častou výjimkou odpovědnost za ochranu.[1][2]
- Výše uvedené výjimky za žádných okolností nedovolují porušovat mezinárodní humanitární právo.

## Česká republika a válečné právo
Akt vyhlášení války v Ústavě České republiky neexistuje, mluví se zde o vyhlášení válečného stavu Parlamentem, které je vždy a pouze odpovědí na vnější napadení. S rozhodnutím musí souhlasit nadpoloviční většina všech poslanců a senátorů. 
Tento úkon je z právního pohledu aktem deklaratorním. S rozhodnutím souvisí další mimořádná opatření, kterými jsou:
- povolání vojáků v záloze k mimořádné službě
- částečná a všeobecná mobilizace, vyhlašuje ji prezident republiky na návrh vlády
- vojákům v činné vojenské službě je v období od vyhlášení ohrožení státu pozastaveno propuštění ze služby (výjimku tvoří § 16 odst. 2 a 3)
- povolání předurčených vojáků v záloze ministerstvem obrany

## Historie vývoje
Pojmy ius ad bellum a ius in bello se začaly používat ve 20. stol. Koncepční řešení válečného práva však sahají už do doby starověku a středověku. Vznik novodobé podoby válečného práva se váže k 19. století, kdy byl ozbrojený konflikt v mezinárodních vztazích nezakázaným řešením a právo na vedení války (ius ad bellum) neexistovalo. V této době bylo hlavním předmětem zájmu právo ozbrojených konfliktů (ius in bello), které ošetřovalo všechny zúčastněné strany konfliktu a jejich rovnoprávnost. Koncepce práva na válku souvisí s přirozenoprávní koncepcí spravedlivé války (bellum iustum).
Počátky práva na válku (ius ad bellum) jsou spojeny s Haagskou úmluvou o nepřátelství z roku 1907. Ta přichází s ohraničením použití moci států v mezinárodních politikách a položila základ formálních nároků na zahájení války. Nepřátelství podle této úmluvy musí být zahájeno vyhlášením války s odůvodněním nebo s ultimátem. Pro tyto účely je sledovaným pojmem tzv. počátek nepřátelství, který je definován v Haagské úmluvě v č. 1.
Následujícím krokem v historii válečného práva byl Pakt Společnosti národů z roku 1919, jehož některá ustanovení upravují mírové řešení stran. Přichází s pojmy válka spravedlivá a nespravedlivá.
Briandův–Kelloggův pakt z roku 1928, který vstoupil v platnost roku 1929 a v roce 1939 měl již 63 smluvních států, přišel s prohlášením o odsouzení války jako prostředku řešení mezinárodních konfliktů.
Charta OSN z roku 1945 v článku 2 odst. 4 zakazuje jakékoli násilné řešení konfliktů.
Vzhledem k nerovnoměrnému vývoji jednotlivých oblastí válečného práva je jeho současná podoba tvořena z regulí, které vznikaly v různých obdobích tohoto vývoje a ne vždy se nové regule týkaly otázek stejných, jako v pravidlech starých. Je tedy běžné, že se některé právní úpravy kodifikovaly opakovaně. A v oblasti vymezení některých definic, například u humanitárního práva, se setkáváme s přístupy širšího či užšího pojetí.